# Pimen Wielki
Pimen, także Pojmen (ur. ok. 340 w Egipcie, zm. ok. 450) – chrześcijański mnich, jeden z ojców pustyni, święty prawosławny.
Urodził się ok. 340 w Egipcie. W młodym wieku odszedł do jednego z pustynnych klasztorów (być może było to Sketes) razem z dwoma braćmi. Prowadził ascetyczny tryb życia w całkowitej samotności, odmawiając według hagiografii nawet spotkania z własną matką i stale poszcząc. Zasłynął jako święty starzec, stając się nauczycielem duchowym wielu młodszych mnichów. Pozostawał ponadto w kontaktach ze starcami Janem Karłem, Agatonem i Mojżeszem.
Pod koniec IV w. Pimen opuścił dotychczasowy klasztor razem z siedmioma uczniami i udał się do Terenuthis, gdzie pozostawał do śmierci.
Znanych jest co najmniej 209 apoftegmatów przypisywanych Pimenowi.
Zmarł według tradycji w wieku 110 lat, tj. około roku 450. Za świętego został uznany natychmiast po śmierci.